# James Hayden
James Hayden (New York, 25 novembre 1953 – New York, 8 novembre 1983) è stato un attore statunitense.

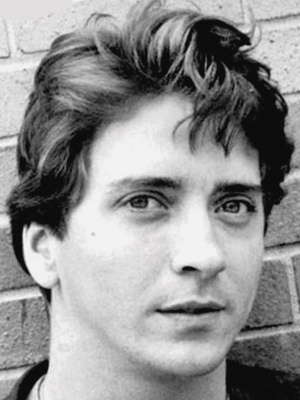
James Hayden

Conosciuto principalmente per il ruolo di Patsy in C'era una volta in America di Sergio Leone, fu molto attivo a Broadway nei primi anni '80.

## Biografia
Hayden servì come soccorritore militare nell'esercito degli Stati Uniti durante la guerra del Vietnam. Dopo il congedo frequentò l'Accademia di Arte Drammatica di New York e iniziò la carriera di attore.
Nel 1972, ad appena 19 anni si è sposato ma poi ha divorziato e nel 1982 si è risposato con Barbara Daniels.
Morì la notte dell'8 novembre 1983 a soli 29 anni per overdose di eroina, durante le repliche dello spettacolo teatrale "American Buffalo" nel quale interpretava, al fianco dell'amico Al Pacino, proprio un eroinomane.
Nel 1984 Mickey Rourke dedicò la sua interpretazione ne Il Papa del Greenwich Village alla memoria di James Hayden.

## Filmografia

### Cinema
- Cruising, regia di William Friedkin (1980) - scene tagliate
- Delitti inutili (The First Deadly Sin), regia di Brian G. Hutton (1980)
- La casa del sortilegio (The Nesting), regia di Armand Weston (1981)
- C'era una volta in America (Once Upon a Time in America), regia di Sergio Leone (1984)

### Televisione
- Marilyn - Una vita, una storia (Marilyn: The Untold Story), regia di Jack Arnold, John Flynn - film TV (1980)
- Il terrore viene dal passato (The Intruder Within), regia di Peter Carter - film TV (1981)
- La storia di Patricia Neal (The Patricia Neal Story), regia di Anthony Harvey, Anthony Page - film TV (1981)